# Aurostibiet
Het mineraal aurostibiet is een goud-antimonide met de chemische formule AuSb2.

## Naamgeving en geschiedenis
Aurostibiet is genoemd naar de Latijnse naam voor goud (aurum) en antimoon (stibium), de twee elementen waaruit het is opgebouwd. Het werd ontdekt in 1952 en in 1959 beschreven door de IMA.

## Eigenschappen
Het witte aurostibiet heeft, zoals de sterk verwante structuur van pyriet, een kubisch kristalstelsel. Het mineraal komt voor als fijnkorrelige kristallen op gesteenten of andere mineralen. De hardheid is 3 op de schaal van Mohs en de relatieve dichtheid bedraagt 9,98 g/cm³.
Aurostibiet is noch magnetisch, noch radioactief.

## Voorkomen
Aurostibiet wordt in hydrothermale goud-kwarts-aders of in zwavelarme en antimoonrijke milieus aangetroffen. Het wordt gevonden in Canada, Brazilië, Ghana, Finland en China.